# Motril
Motril est une ville de la province de Grenade dans la communauté autonome d'Andalousie en Espagne. Elle est la capitale de la comarque Côte grenadine et la ville principale de la région côtière de celle-ci, la Costa tropical.

## Géographie

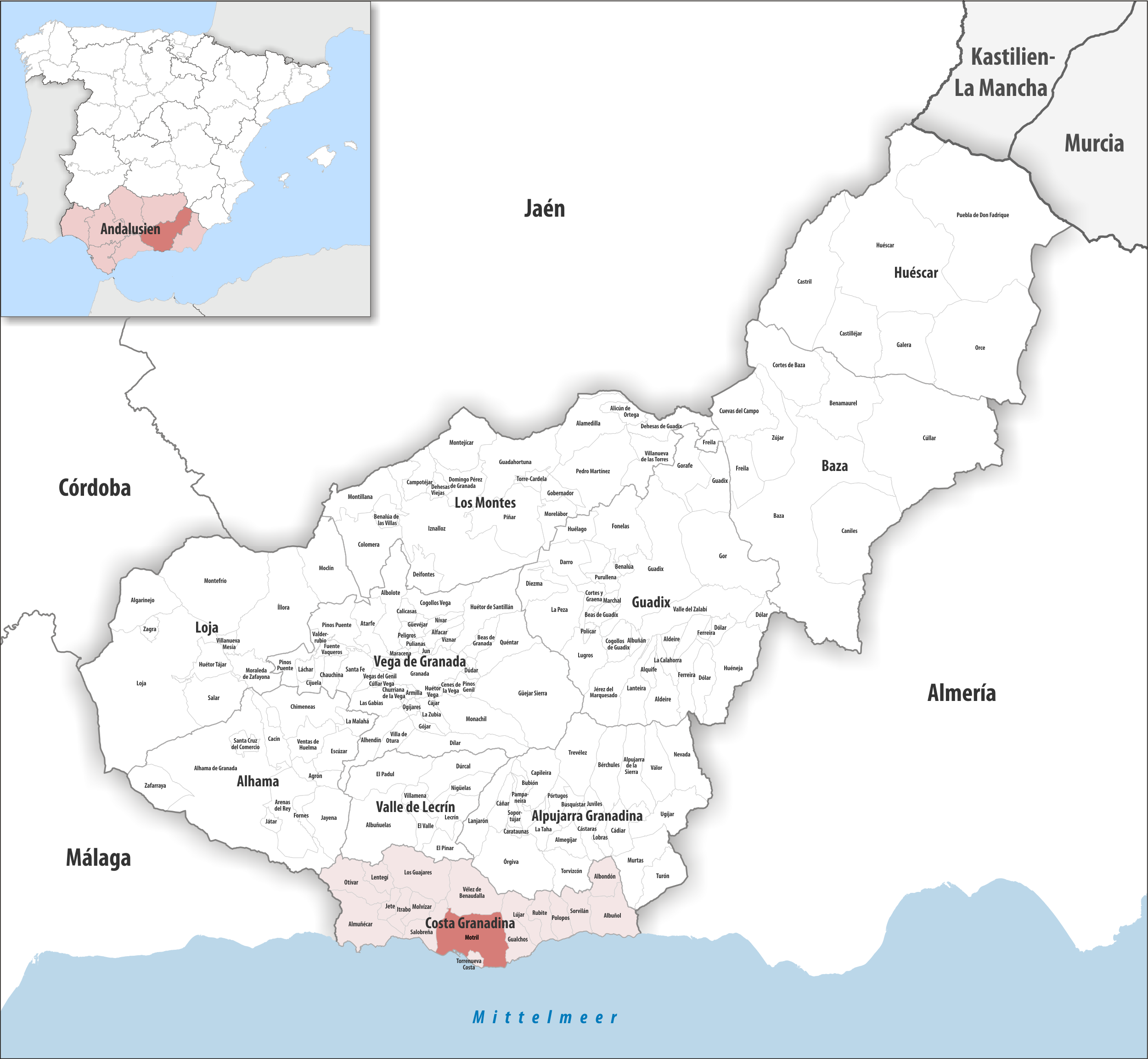
Motril dans la comarque Côte grenadine, province de Grenade / en Andalousie

### Localisation
La commune de Motril se trouve dans le sud  de l'Espagne, dans la partie est de la province de Grenade et au centre-sud de la comarque Côte grenadine (en espagnol Costa Granadina). Elle est sur la côte méditerranéenne, plus précisément sur la côte de la mer d'Alboran.
Grenade est à 69 km nord ;
Madrid à 484 km nord ;
Gibraltar à 241 km ouest-sud-ouest (distances par route).

### Climat
Situé en bord de Méditerranée et au pied des sierras (dont la Sierra Nevada), Motril bénéficie d'un climat subtropical privilégié. Protégée des vents de la Sierra Nevada par les sommets de Sierra Lùjar, elle dispose d'un micro climat dont la température est aux environs des 20 °C pendant 320 jours par an. Comme l'atteste ce relevé météorologique, les hivers y sont pratiquement inexistants, ce qui explique la présence d'une végétation tropicale (dont la canne à sucre) et de certains fruits rares en Europe (chirimoyas ou anones, grenades, bananiers...). Les étés sont également plus doux par rapport à d'autres villes andalouses. On pourrait diviser l'année en deux parties, la saison chaude qui s'étend de juin à octobre où les températures moyennes sont comprises entre 20 et 26 °C et la saison fraîche, de novembre à mai où les températures moyennes s'échelonnent entre 13 et 19 °C.
| Mois                                | jan. | fév. | mars | avril | mai  | juin | jui. | août | sep. | oct. | nov. | déc. | année |
| ----------------------------------- | ---- | ---- | ---- | ----- | ---- | ---- | ---- | ---- | ---- | ---- | ---- | ---- | ----- |
| Température minimale moyenne (°C)   | 9    | 9,9  | 11,5 | 12,9  | 15,1 | 18,4 | 20,9 | 21,2 | 19,1 | 15,8 | 12,5 | 10,3 | 14,7  |
| Température moyenne (°C)            | 13,3 | 14,1 | 15,8 | 17,2  | 19,4 | 22,7 | 25,2 | 25,7 | 23,3 | 20   | 16,6 | 14,5 | 19    |
| Température maximale moyenne (°C)   | 17,6 | 18,3 | 20   | 21,5  | 23,7 | 27   | 29,5 | 30,1 | 27,4 | 24,2 | 20,7 | 18,6 | 23,2  |
| Précipitations (mm)                 | 49,2 | 40,4 | 28,6 | 30,8  | 19,7 | 6,1  | 0,8  | 1,9  | 21,4 | 46,2 | 63,8 | 70   | 378,9 |
| Nombre de jours avec précipitations | 5,6  | 5,3  | 4,2  | 4,9   | 2,8  | 0,9  | 0,5  | 0,6  | 2,9  | 5,5  | 5,8  | 6,4  | 45,4  |

## Histoire
La mine du Cerro del Toro (mina del Cerro del Toro) – ou mine Pepita –, à 2,3 km nord-nord-est de Motril, est une ancienne mine de plomb et de zinc. Elle se trouve dans le "parc géominéral forestier du Cerro del Toro" (Parque Geominero Forestal del Cerro del Toro). Elle a été active aux XIXe et XXe siècles.

## Administration

### Jumelage
- Melilla (Espagne)

## Économie
Le port de Motril est le seul port de la province et se trouve au carrefour des routes de Madrid, Malaga et Almería. Cette situation géographique particulière y favorise le commerce.
La culture (fruits, légumes, canne à sucre), le minerai de fer exploité à ciel ouvert jusqu'à il y a peu, la pêche et l'élevage, ont permis à cette ville de vivre en relative indépendance sans recourir au tourisme. Elle a ainsi gardé son caractère original et une certaine authenticité.
Malgré son allure assez moderne et peu touristique quoique très commerçante (banques, boutiques, centre commercial...), elle attire de plus en plus de résidents étrangers qui s'installent sur le littoral. À 70 km de Grenade par la voie rapide, il y règne souvent une chaleur importante mais cependant supportable du fait de la présence d'une brise marine, et la route la plus haute de l'Europe est proche, avec accès aisé à des neiges éternelles (le Mulhacén dans la sierra Nevada, 3 482 mètres).

### Le port
Le port de Motril emploie 42 opérateurs et est la base de plus de 30 bateaux.
Le port se modernise petit à petit. En 2021 une nouvelle route a été mise en service reliant directement le port à l'autoroute, qui a fait du port de Motril une référence nationale en terme d'accessibilité par route notamment pour les gros volumes de marchandises - d'où sa compétitivité accrue ; dans la même veine, un nouveau pont reliant Azucenas aux quais commerciaux de l'intérieur permet la mise en place d'un contrôle douanier unique, pour une meilleure efficacité. En 2022 les autorités portuaires notaient la mise en place de bornes de recharge pour véhicules électriques, l'achèvement d'un chantier de recyclage des eaux de pluie pour l'irrigation des espaces verts portuaires, et les conventions conclues avec l'université de Grenade pour la surveillance, le contrôle et l'analyse de la qualité des eaux abritées du port afin de connaître les espèces biologiques particulièrement sensibles aux changements environnementaux. 
Un plan de développement « Motril Port Ouvert » (Motril Puerto Abierto"), comprenant un investissement de 9 M€ en 2022, a amené entre autres la construction du Paseo Marítimo del Varadero, qui marque le début de l'ouverture du port à la ville ; 
la première pierre des travaux de cette nouvelle promenade maritime a été posée en août 2022. Le gouvernement andalou y a participé à hauteur de 597,000 € et a rajouté 860 000 € pour incorporer de nouvelles cabanes de pêcheurs au port, approuvant des investissements pour un total de plus de 2,7 M€ – le Conseil va consacrer 1,3 M€ à la rénovation intégrale la halle du marché aux poissons. À la suite de la crise économique due au covid, le gouvernement andalou a aussi considérablement développé une plate-dorme de vente en ligne (Plataforma de Comercialización de Venta Online) des produits du port, avec le poisson en première ligne – et les 20 000 familles andalouses qui dépendent de la pêche.

## Culture

### Monuments
Motril possède de nombreux monuments, du fait de sa situation particulière, datant principalement de la période coloniale, période qui enrichit l'Espagne :
- Le château de Carchuna (es)
- L'église Notre-Dame de la Cabeza (es)
- L'église Mayor de la Encarnación
- L'église de la Victoria
- L'église des Capucins (es) (Divina Pastora)
- L'église del Carmen
- La chapelle Saint-Antoine-de-Padoue (San Antonio de Padua)
- La mairie de Motril (es)
- Le Théâtre Calderon de la Barca (es)
- La Maison de la Palma
- Le Parc de los Pueblos de América

### Musées
- le musée préindustriel de la canne à sucre (es) (Museo Preindustrial de la caña)[9]
- le centre d'interprétation de la canne à sucre (Centro de interpretación de la caña de azúcar)[9]
- Le musée du Pilar (es), musée du sucre dans l'ancienne usine de Nuestra Señora del Pilar
- le musée d'histoire de Motril (Museo de historia de Motril)[9]
- le "parc géominéral forestier du Cerro del Toro" (Parque Geominero Forestal del Cerro del Toro)[9],[5] avec des vestiges de mines des XIXe et XXe siècles, entouré du parc périurbain (Parque Periurbano del Cerro del Toro) de 225 ha, l'un des plus grands espaces verts de la « Côte tropicale » (Costa tropical)[10],[6],[n 1].
- le centre d'art Hernández Quero (Centro de Arte Hernández Quero)[9]
- la maison de la comtesse Torre-Isabel (Casa Condesa Torre-Isabel ; dernier tiers du XVIIe siècle, modifié dans les dernières années du XIXe siècle, réhabilité en 2000 par la mairie de Motril)[12],[13],[14]
- le musée mémorial du roi Baudoin de Belgique, ouvert depuis 2024 dans la villa Astrida[15],[16],[17]
- le petit musée ethnographique (Museo Etnográfico Gibraltarillo, musée privé)[18],[19]
- Le centre de Développement Piscicole et la Salle d'interprétation de la Mer (SIMAR)
- Le musée aéronautique

### Activités touristiques
Motril dispose de plusieurs plages ouvertes sur la Méditerranée. D'ouest en est :
- la plage de Grenade (es) (en espagnol playa Granada, ce qui engendre une certaine confusion avec le village associé Playa Granada (es))
- la plage de Poniente (es)[1]
- la plage de las Azucenas[1]
- la plage de la Chincheta[1]
- la plage Maruja[1]

Vient ensuite Torrenueva Costa, qui a quelques plages dont — d'ouest en est — plage de la Pelá, plage d'el Cañón, plage de Torrenueva (es) et une plage nudiste, la plage de la Joya (es). Puis :
- la plage de la Chucha (es)[1]
- la plage de Carchuna (es)[1]
- la plage de Calahonda (es)[1]

Motril jouxte aussi la plage de Tres Alcantarillas et la plage de la Rijana (es) sur Gualchos.

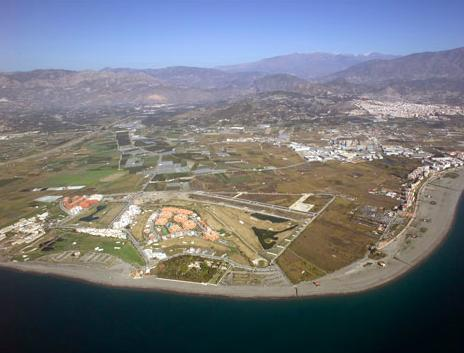
Plage de Grenade (es) à l'ouest (à gauche), plage de Poniente (es) à l'est (à droite)
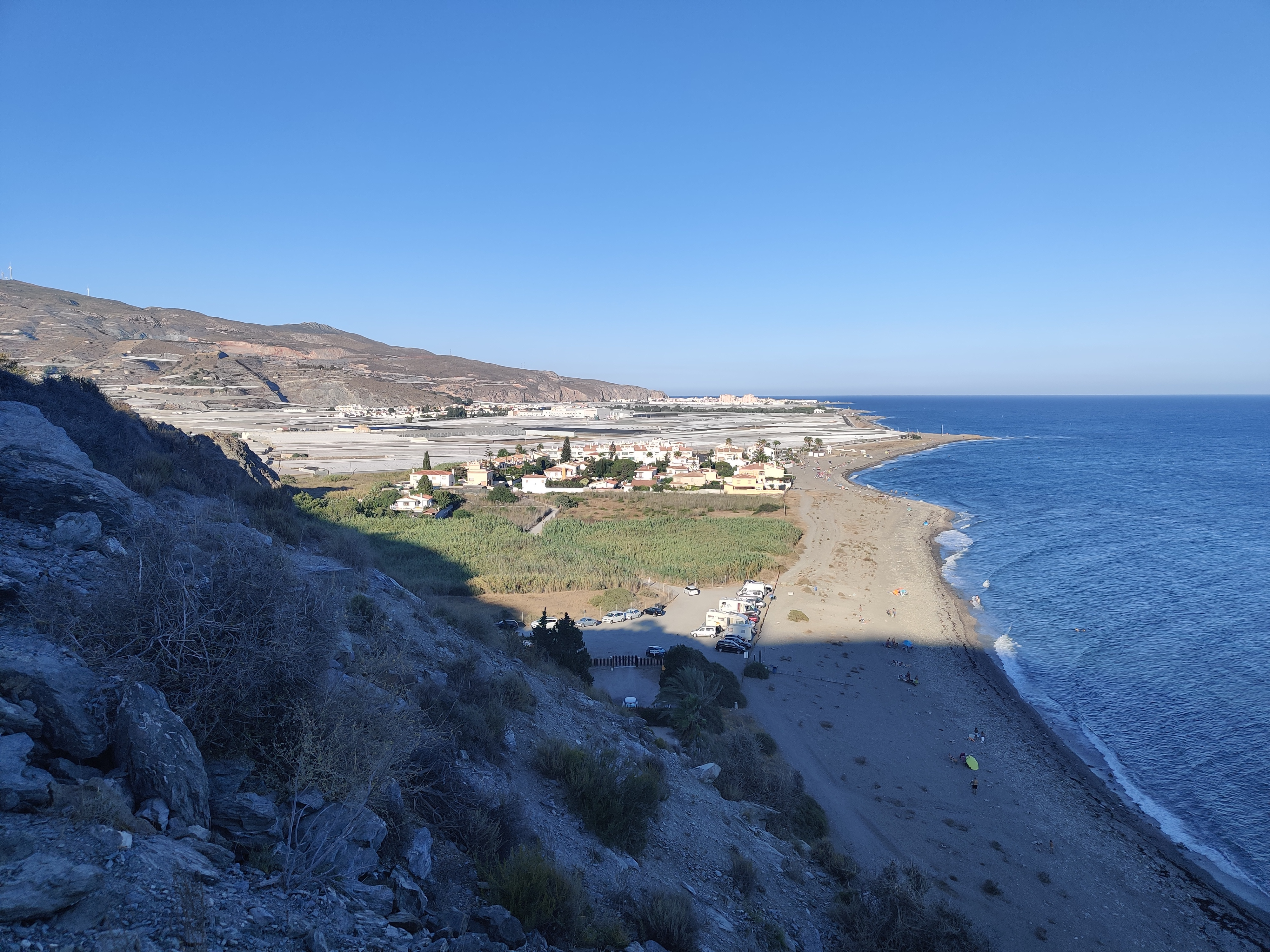
Plage de la Chucha (es)
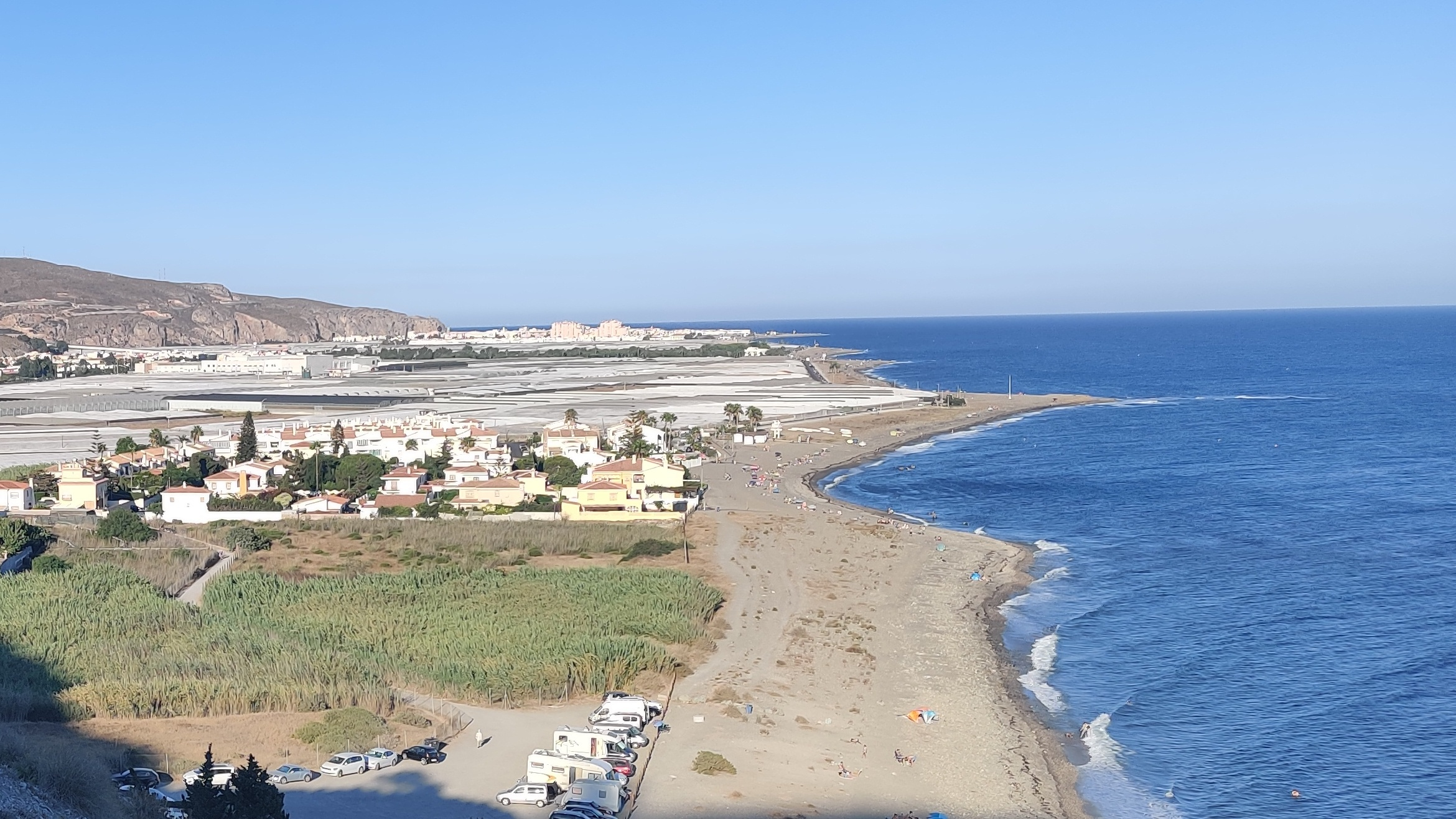
Plage de la Chucha (es)
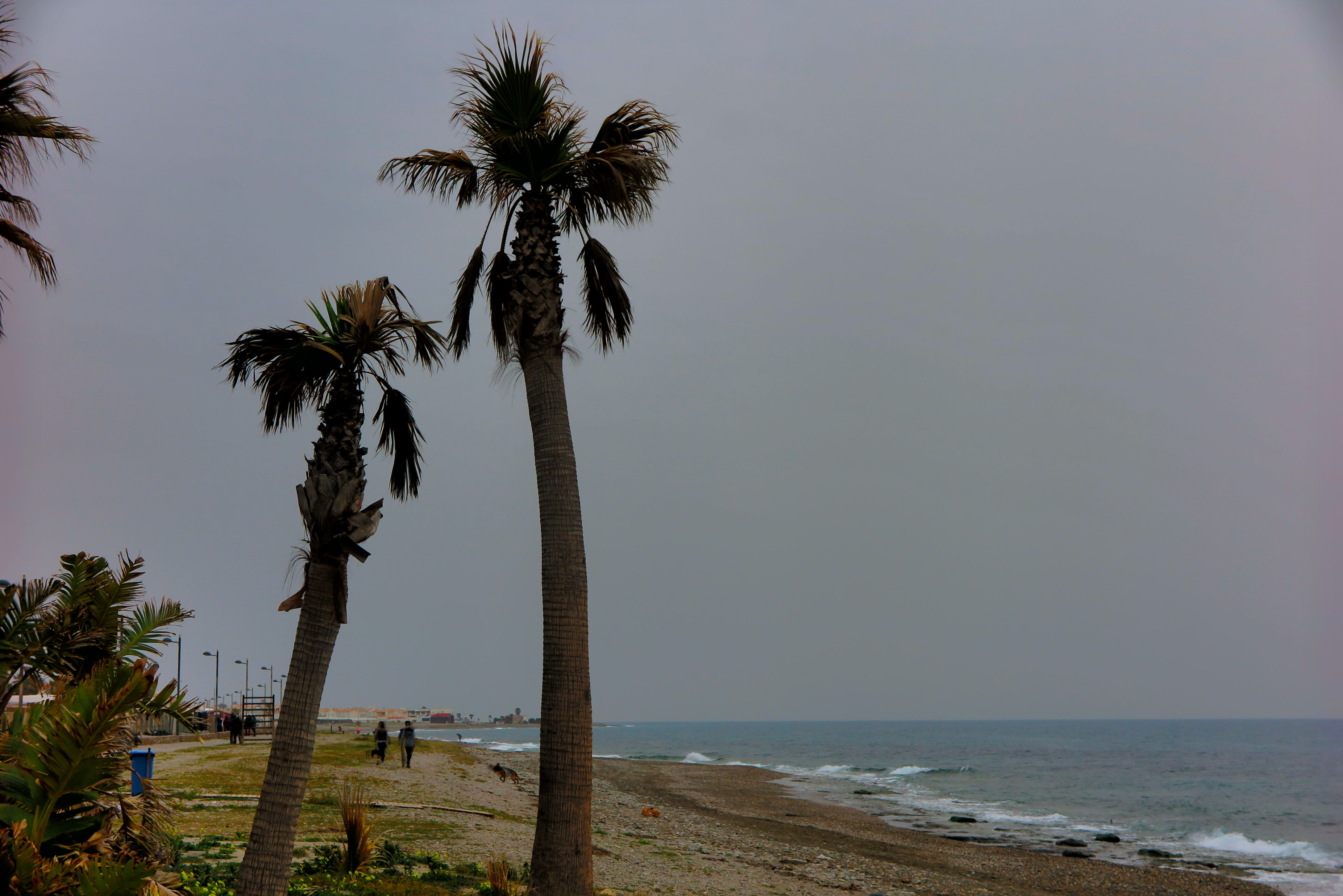
Plage de Carchuna (es)
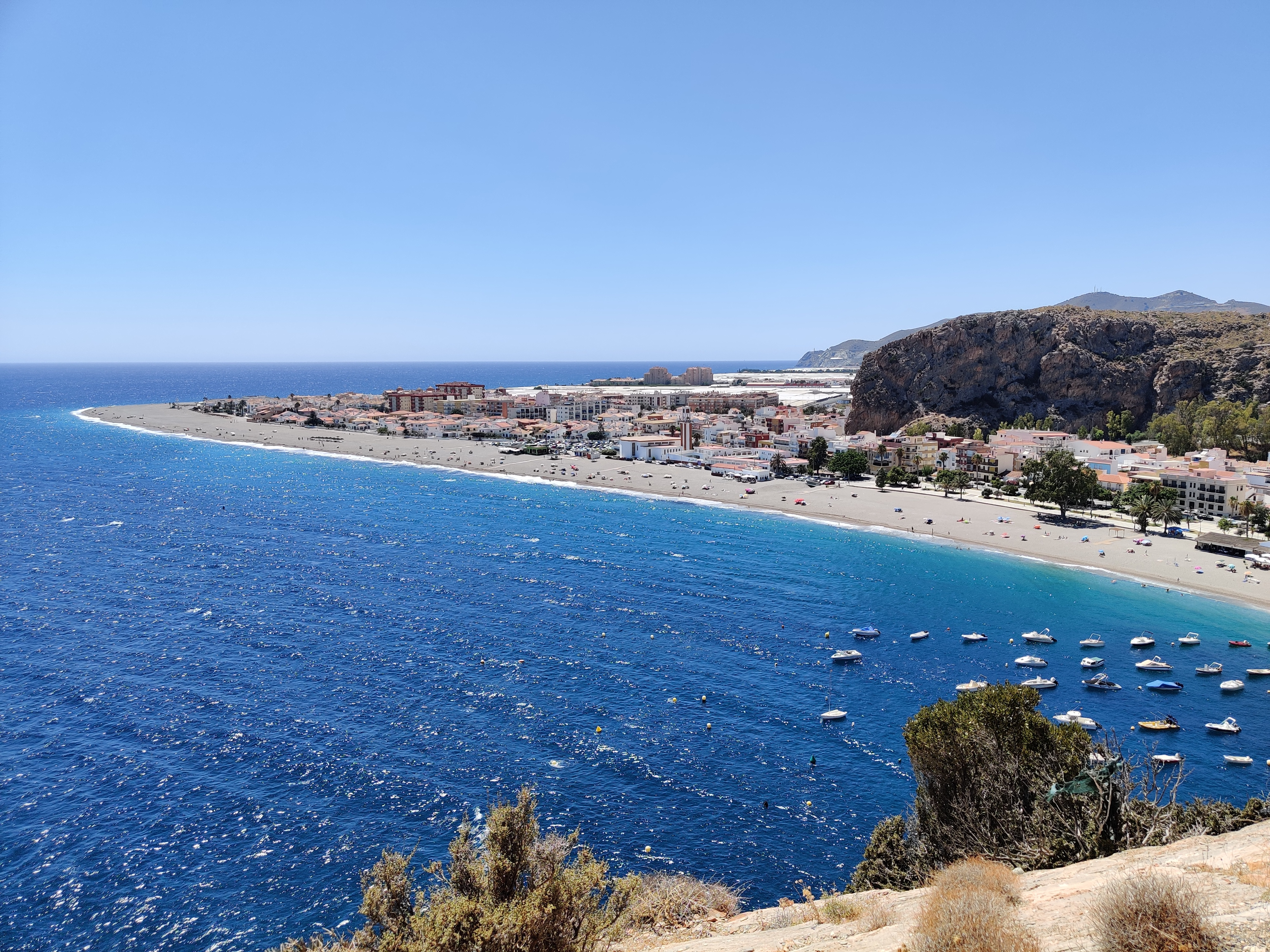
Plage de Calahonda (es)
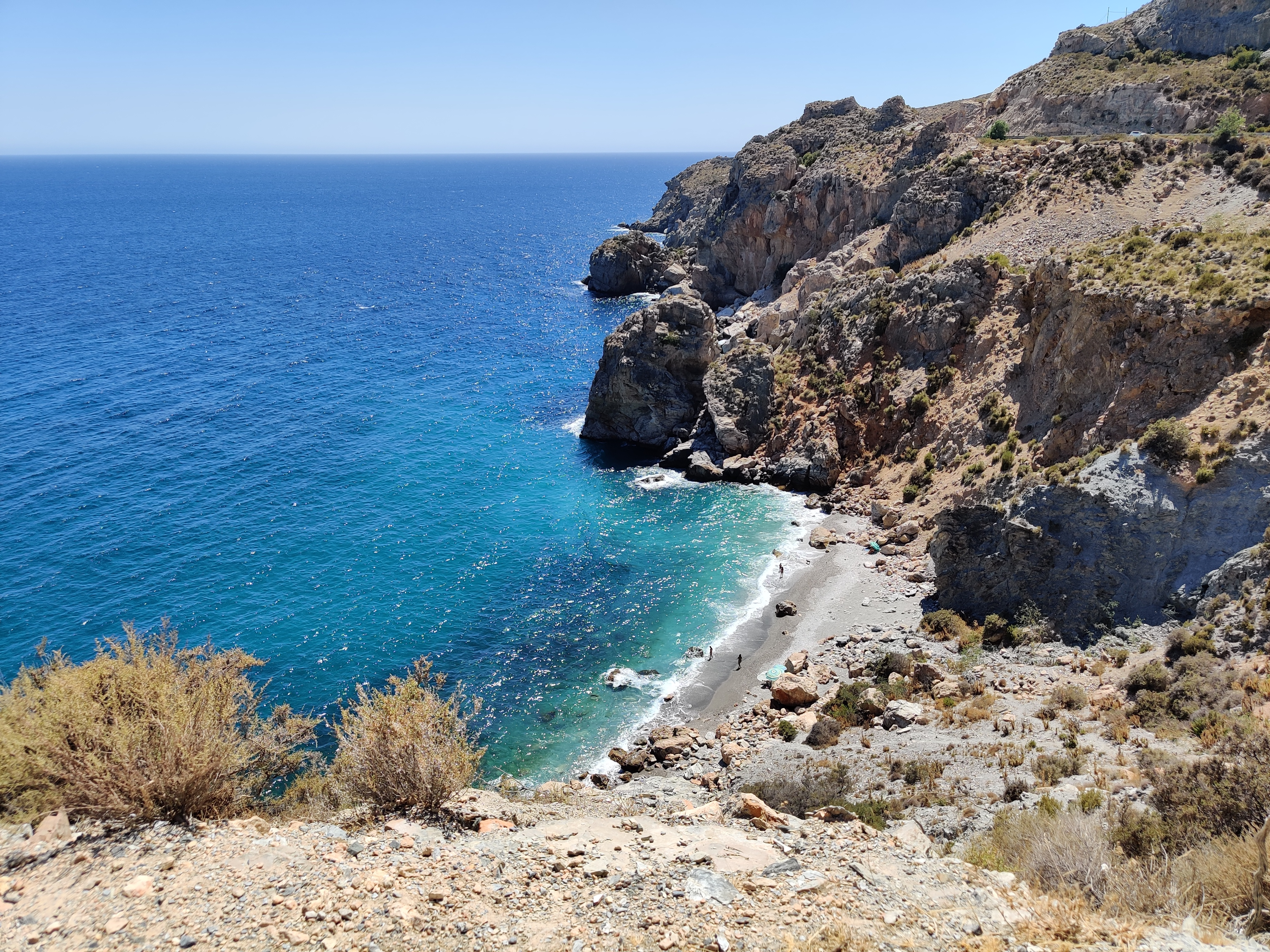
Plage de Tres Alcantarillas à l'est de Calahonda

### Traditions et divertissements
Le calendrier social de Motril est eythmé par des fêtes religieuses (semaine Sainte, 15 août) où s'expriment ferveur et traditions, et par des manifestations variées : festivals de musiques modernes et typiques (flamenco), et de courses de taureaux dans une nouvelle place pluridisciplinaire (2006).

### Gastronomie
Les produits typiques sont:
- Pulpo seco (« poulpe sec »). Ce plat consiste essentiellement à faire sécher et griller le poulpe. Le temps de séchage est déterminant.
- Torta real (« galette royale »). C'est un dessert sucré d'origine arabe. La famille Videras connaît sa recette depuis 1840.
- Tarta de San Marcos (« Gâteau de saint Marc »).
- Migas préparées avec de la semoule de blé.
- Espetos de sardinas (« brochettes de sardines »). Ce sont des sardines embrochées et cuites à la braise. Ces brochettes sont généralement préparées sur la plage.
- Espichás frites avec ail. Les espichás sont des anchois séchés au soleil et salés. Ils sont accompagnés d'ail frit et d'œufs sur le plat.
- Quisquilla de Motril. Ce sont des crevettes (plesionika narval) connues pour leur saveur.
- Choto al ajillo cabañil. C'est un ragoût traditionnel de chevreau à l'ail.
- Cazuela de San Juan. C'est un gâteau typique à base de courge, de sucre, d'amandes, d'œufs et d'autres ingrédients, qui est préparé dans les jours qui précèdent la fête de la Saint-Jean.
- Leche rizada (« lait frisé »). C'est un entremets sucré qui ressemble à la crème glacée. La famille Perandrés a développé la recette de cette spécialité culinaire au siècle dernier.
- Puchero de Semana Santa (« pot-au-feu de Pâques »). C'est un plat à base de pois chiches, pommes de terre et persil. Il est typiquement consommé à la période de Pâques, il n'inclut donc pas de viande.
- Ron Pálido. C'est un rhum reconnu localement, élaboré par la société Ron Montero de Motril.
- Cerveza Vega (« bière Vega »). Cette bière est produite par la brasserie artisanale de Motril Cervezas Vega et élaborée à base de produits locaux dont le sucre de canne.

## Personnalités liées à la commune
- Le roi Baudouin Ier de Belgique y mourut d'une crise cardiaque le 31 juillet 1993, dans sa propriété, la villa Astrida, offerte par les souverains d'Espagne.
- Le footballeur José Callejón, né le 11 février 1987